# Rick Rosenthal
Rick Rosenthal (* 15. Juni 1949 in New York City, New York) ist ein US-amerikanischer Regisseur und Filmproduzent.

## Leben und Karriere
Rosenthal studierte Schauspiel und Regie am Beverly Hills Playhouse. Seine bekanntesten Werke sind der zweite und achte Teil der Halloween-Reihe. Ansonsten ist er vor allem für das Fernsehen tätig, wo er unter anderem Episoden von Serien wie Smallville oder Buffy – Im Bann der Dämonen inszenierte. 1994 drehte er unter dem Pseudonym Alan Smithee eine Fernseh-Fortsetzung zu dem Klassiker Die Vögel.
Rosenthal ist mit der Schauspielerin Nancy Stephens verheiratet.

## Filmografie (Auswahl)

### Regisseur
- 1981: Secrets of Midland Heights (Fernsehserie, Episode 1x05)
- 1981: Halloween II – Das Grauen kehrt zurück (Halloween II)
- 1981–1982: Meine schwarze Stunde (Darkroom, Fernsehserie, 4 Episoden)
- 1983: Bad Boys – Klein und gefährlich (Bad Boys)
- 1984: American Dreamer
- 1985: Code of Vengeance (Fernsehserie, Episode 1x01)
- 1987: Russkies
- 1988: Distant Thunder
- 1989: Nasty Boys (Fernsehfilm)
- 1989–1991: Alles Okay, Corky? (Life Goes On, Fernsehserie, 10 Episoden)
- 1992: Devlin (Fernsehfilm)
- 1994: Die Vögel II – Die Rückkehr (The Birds II: Land’s End, Fernsehfilm)
- 1996–1997: Allein gegen die Zukunft (Early Edition, Fernsehserie, 2 Episoden)
- 1997: Practice – Die Anwälte (The Practice, Fernsehserie, Episode 1x03)
- 1997: Conor, der Kelte (Roar, Fernsehserie, Episode 1x02)
- 1997: Anthony Dellaventura, Privatdetektiv (Dellaventura, Fernsehserie, Episode 1x03)
- 1998: Fantasy Island (Fernsehserie, Episode 1x04)
- 1998: Männer ticken anders (Just a Little Harmless Sex)
- 1999: L.A. Docs (L.A. Doctors, Fernsehserie, 2 Episoden)
- 1999–2000: Law & Order: Special Victims Unit (Fernsehserie, 2 Episoden)
- 2000: Strong Medicine: Zwei Ärztinnen wie Feuer und Eis (Strong Medicine, Fernsehserie, Episode 1x02)
- 2000–2001: Providence (Fernsehserie, 6 Episoden)
- 2001–2003: The District – Einsatz in Washington (The District, Fernsehserie, 6 Episoden)
- 2002: Crossing Jordan – Pathologin mit Profil (Crossing Jordan, Fernsehserie, Episode 1x11)
- 2002: Halloween: Resurrection
- 2002: Witchblade – Die Waffe der Götter (Witchblade, Fernsehserie, Episode 2x06)
- 2002: Buffy – Im Bann der Dämonen (Buffy the Vampire Slayer, Fernsehserie, 2 Episoden)
- 2003: Mister Sterling (Fernsehserie, 2 Episoden)
- 2003: She Spies – Drei Ladies Undercover (She Spies, Fernsehserie, Episode 1x19)
- 2003: Hack – Die Straßen von Philadelphia (Hack, Fernsehserie, Episode 2x08)
- 2003–2008: Smallville (Fernsehserie, 7 Episoden)
- 2004–2005: Tru Calling – Schicksal reloaded! (Tru Calling, Fernsehserie, 2 Episoden)
- 2005: Point Pleasant (Fernsehserie, Episode 1x02)
- 2005: Nearing Grace
- 2005–2006: Reunion (Fernsehserie, 3 Episoden)
- 2006: Veronica Mars (Fernsehserie, Episode 2x15)
- 2006: Angela Henson – Das Auge des FBI (Angela’s Eyes, Fernsehserie, Episode 1x03)
- 2007: The Dresden Files (Fernsehserie, Episode 1x05)
- 2007: Flash Gordon (Fernsehserie, Episode 1x01)
- 2009: Life on Mars (Fernsehserie, Episode 1x09)
- 2009: Mental (Fernsehserie, Episode 1x10)
- 2009: Greek (Fernsehserie, Episode 3x07)
- 2009: 90210 (Fernsehserie, Episode 2x09)
- 2009–2010: Being Erica – Alles auf Anfang (Being Erica, Fernsehserie, 3 Episoden)
- 2010: Drop Dead Diva (Fernsehserie, Episode 2x05)
- 2010: Haven (Fernsehserie, Episode 1x10)
- 2010: Gigantic (Fernsehserie, 2 Episoden)
- 2010: Shattered (Fernsehserie, 2 Episoden)
- 2013: Beauty and the Beast (Fernsehserie, Episode 1x17)
- 2013: Drones

### Filmproduzent
- 1981: Fire on the Mountain (Fernsehfilm)
- 1998: Männer ticken anders (Just a Little Harmless Sex)
- 2004: Mean Creek
- 2005: Nearing Grace
- 2007: Kabluey
- 2009: Greta (According to Greta)
- 2012: Fat Kid Rules the World
- 2013: Drones
- 2014: Das Geheimnis des Balletttänzers (Match)
- 2014: 7 Minutes
- 2015: Band of Robbers
- 2016: Punching Henry
- 2016: Destined
- 2019: Standing Up, Falling Down
- 2020: The Boy Behind the Door
- 2021: Small Engine Repair
- 2024: I Hate Myself and Want to Die